# Pale Ale

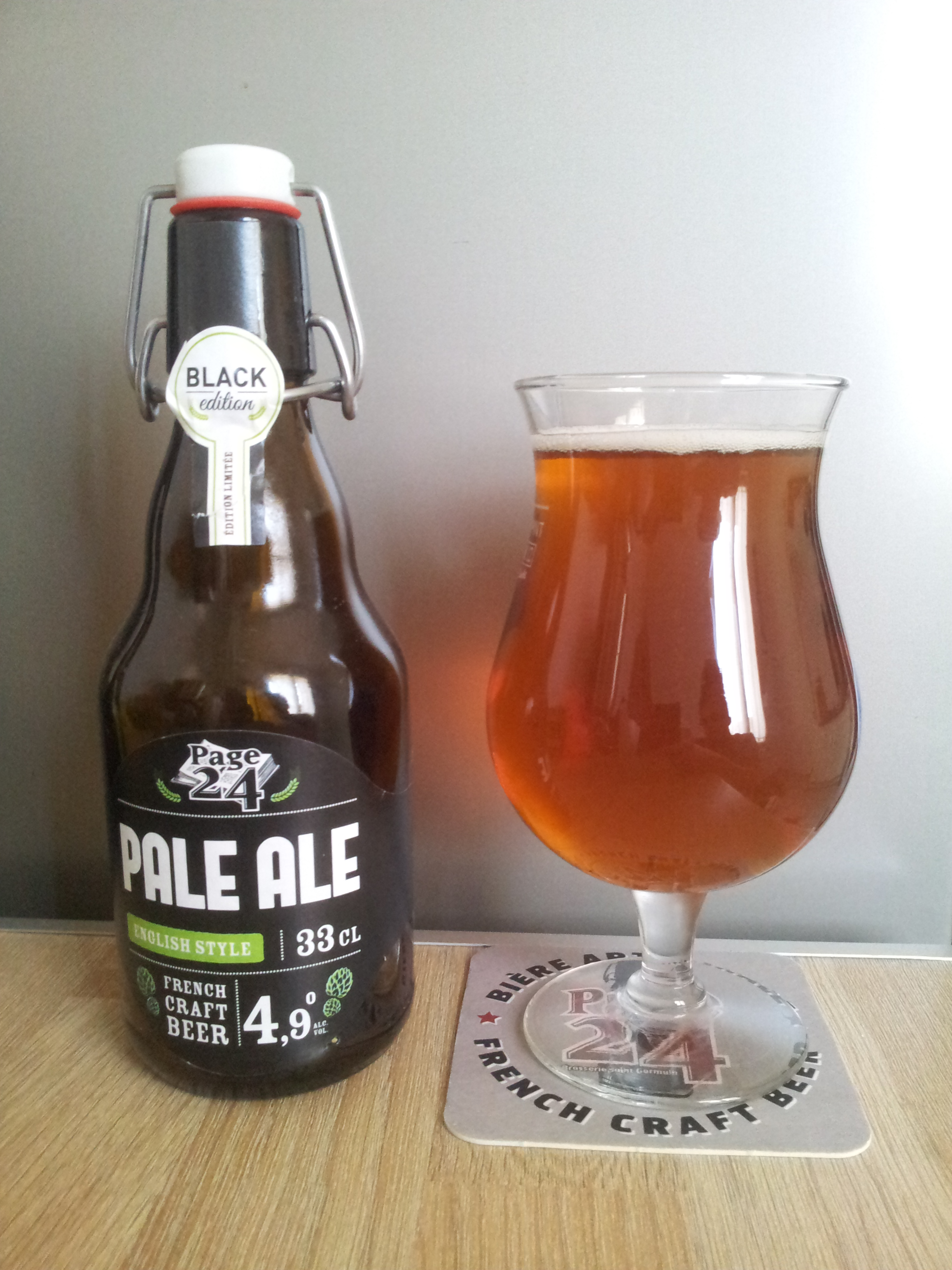
Pale Ale, im Unterschied zum …

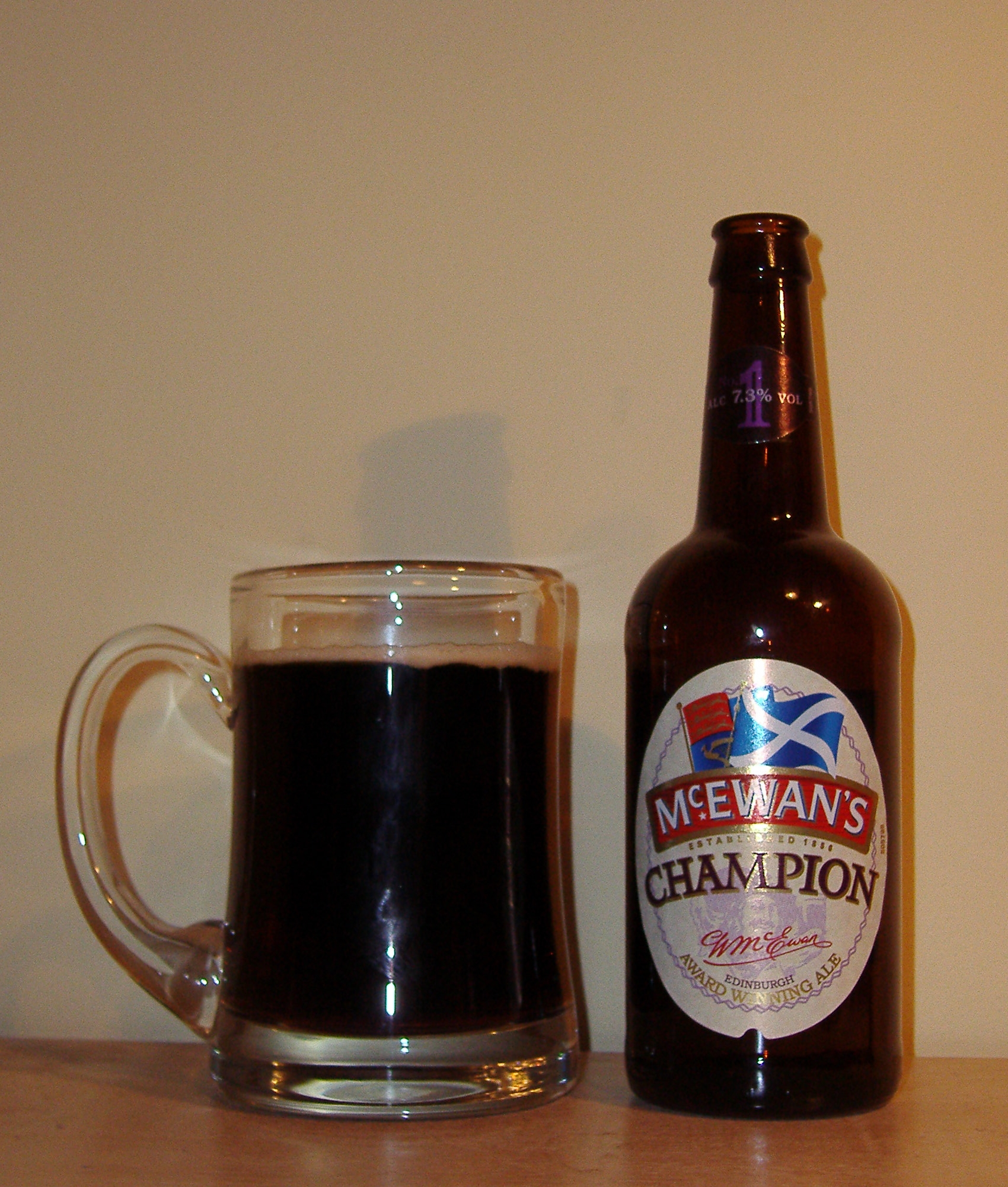
… klassischen Ale Bier

Pale Ale (engl. für „blasses Ale-Bier“) ist ein helles bis kupferfarbenes, obergärig gebrautes Bier. Es gehört zur Familie der aus England stammenden Ales, unterscheidet sich vom klassischen Stil aber durch die Verwendung hellerer Malzsorten.

## Geschichte
Pale Ale entstand im frühen 18. Jahrhundert in England. Bis dahin waren ausschließlich dunkle Biersorten verbreitet. Durch das kontrolliertere Darren über Koks wurde erstmals die Herstellung hellerer Malzsorten (pale malts) möglich. Anfang des 19. Jahrhunderts war das Pale Ale in England breit etabliert.

## Herstellung
Pale Ales werden aus hellem Malz hergestellt. Die gewonnene Würze wird bei Temperaturen zwischen 15 und 20 °C (in Ausnahmen bis 35 °C) obergärig vergoren. Sie werden nicht nur mit Gerstenmalz eingebraut, sondern gelegentlich auch mit Roggen-, Weizen- und anderen Malzsorten. Außerdem gibt es Varianten mit Polenta und anderen vorverarbeiteten Produkten. Pale Ales werden in unterschiedlichen Bierstilen gebraut, etwa in der Variante des stärker gehopften India Pale Ale mit höherem Alkoholgehalt.

## Verbreitung
Mit der britischen Kolonialexpansion verbreitete sich ab Ende des 18. Jahrhunderts das India Pale Ale wegen seiner längeren Haltbarkeit weltweit. 
Im Zuge der US-amerikanischen Craft-Beer-Bewegung wurde 1981 mit dem Sierra Nevada Pale Ale erstmals der neue Biertyp American Pale Ale (auch: American-Style Pale Ale) lanciert. Es zeichnet sich durch eine intensivere Hopfung aus und gehört zu den ersten Bieren, die mit der heute weit verbreiteten Aroma-Hopfensorte Cascade kaltgestopft wurden. Die daraus resultierende grapefruitartige, harzige Bittere ist heute als „West-Coast-Stil“ bekannt.
Durch den intensiven Handels- und Kulturaustausch über den Ärmelkanal haben sich auch in Belgien (Belgian Style Pale Ales, die sich durch spezielle Hefen unterscheiden) und in Nordfrankreich das Bière de garde zu eigenständigen Biersorten entwickelt.

## Typen

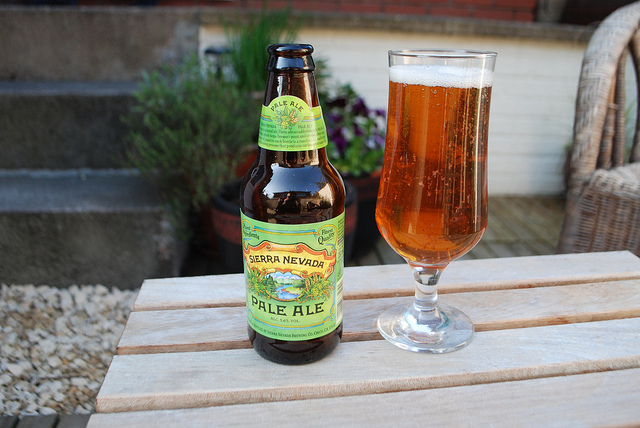
American Pale Ale

- American Pale Ale
- Bière de garde
- Blonde
- Burton Pale Ale
- English Bitter
- India Pale Ale (IPA)
- Strong Pale Ale
- Scotch Ale
- Mild Ale